# Henry Beaufort
Kardinal Henry Beaufort (ca. 1375 – 11. april 1447), biskop af Winchester, var en engelsk prælat og statsmand, der var biskop af Lincoln (1398), derefter biskop af Winchester (1404) og fra 1426 katolsk kardinal. Han tjente tre gange som Lord Chancellor og spillede en vigtig rolle i engelsk politik.
Han var medlem af kongehuset Plantagenet, som den anden søn blandt de fire legitime børn af Johan of Gent (tredje søn af kong Edvard 3.) og hans elskerinde (senere hustru) Katherine Swynford.

## Liv
Beaufort blev født i Anjou, et engelsk domæne i Frankrig, og uddannet til en karriere i kirken. Efter at hans forældre blev gift i begyndelsen af 1396, blev Henry, hans to brødre og en søster erklæret legitime af pave Bonifatius 9. og legitimeret af en parlamentslov den 9. februar 1397, men de blev udelukket fra arvefølgen.
Den 27. februar 1398 blev han udnævnt til biskop af Lincoln, og den 14. juli 1398 blev han indviet. Efter at Henrik af Bolingbroke havde afsat Richard 2. og overtag tronen som Henrik 4. i 1399, udnævnte han biskop Beaufort til Englands Lord Chancellor i 1403,  men Beaufort trådte tilbage i 1404, da han blev udnævnt til biskop af Winchester den 19. november.
Mellem 1411 og 1413 var biskop Beaufort i politisk unåde for at tage sin sin nevø, fyrsten af Wales', parti mod kongen, men da kong Henrik 4. døde, og prinsen blev konge Henrik 5., blev han igen chancellor i 1413, men han fratrådte stillingen i 1417. Pave Martin 5. tilbød ham rang som kardinal, men kong Henrik 5. tillod ikke ham at acceptere tilbuddet.
Henrik 5. døde i 1422, to år efter at han havde giftet sig med Katarina af Valois, en datter af kong Karl 6. af Frankrig, der havde forstødt sin søn Karl til fordel for Henrik i Troyestraktaten. Henrik og Katarinas spæde søn, Henrik 6., biskoppens nevø, efterfulgte Henrik som konge af England og i overensstemmelse med traktaten Karl som konge af Frankrig. Biskop Beaufort og barnekongens andre onkler dannede formynderregenskabet, og i 1424 blev Beaufort endnu en gang chancellor, men blev tvunget til at træde tilbage i 1426 på grund af stridigheder med kongens andre onkler, særligt Humphrey, hertug af Gloucester.
Pave Martin V udnævnte endelig Beaufort til kardinal i 1426. I 1427 udpegede han ham til pavelig legat for Tyskland, Ungarn og Bøhmen og instruerede ham om at lede Det fjerde korstog mod husitterne i Bøhmen. Beauforts styrker blev slået af husitterne i Slaget ved Tachov den 4. august 1427.
Efter at Jeanne d'Arc var blevet taget til fange i 1431 fortæller legenden, at Beaufort var til stede for at observere nogle dele af hendes kætterretssag, der blev ledet af biskop Pierre Cauchon af Beauvais. Den fulde oversigt over retssagen, der viser alle dem, der dagligt deltog i hendes retssag, viser imidlertid, at han ikke var der. Hans eneste optræden er på dagen for hendes afsværgelse (26. maj 1431). Den formelle optegnelse inkluderer ikke Beauforts tilstedeværelse ved hendes henrettelse, men legenden siger, at han græd, da han så det forfærdelige skue, da hun blev brændt på bålet. Denne legende stammer fra det, der nu er kendt som Rehabiliteringsretssagen mod Jeanne d'Arc, der kulminerede i en afhøring af adskillige vidner i 1455 og 1456, hvor en af de 27 undersøgelsesartikler var, at Jeanne var død på en sådan måde, at fra alle de tilstedeværende og endda blandt hendes engelske fjender, strømmede det med tårer." Et antal vidner ved den anden retssag udledte eller erklærede hans tilstedeværelse, herunder en af de oprindelige retsdommere, en Andre Marguerie, kannik af Rouen, der hævdede, at Beaufort havde irettesat sin kapellan for at klage over, at biskoppen af Beauvais' prædiken havde været for gunstig over for Jeanne. Det er imidlertid ikke klart, hvilken prædiken Marguerie henviste til.
I en ånd af anger og forsoning blev der i 1922 opstillet en statue af Jeanne d'Arc (udskåret under ledelse af Sir Ninian Comper) ved siden af indgangen til Lady Chapel i Winchester Cathedral skråt overfor kardinal Beauforts grav og sjælemessekapel.
Beaufort fortsatte med i årevis at være aktiv i engelsk politik og kæmpede med kongens andre magtfulde rådgivere. Han døde den 11. april 1447.

## Affære og datter
Da Henry var biskop af Lincoln, havde han angiveligt en affære med Alice FitzAlan (1378–1415), datter af Richard FitzAlan og Elizabeth de Bohun og enken efter John Charleton, 4. baron Cherleton.
Henrik blev far til en illegitim datter, Jane Beaufort, i 1402, som nogen ser som Alices datter. Både Jane og hendes ægtemand, Sir Edward Stradling, blev nævnt i kardinal Beauforts testamente. Deres bryllup omkring 1423 bragte Sir Edward ind i hans drevne og selvsikre svigerfars politiske kreds, og han kan have takket ham for sin udnævnelse til kammerherre over Sydwales i december 1423, et embede han beholdt indtil marts 1437.

## Yderligere læsning
- Harriss, G. L. "Beaufort, Henry (1375?–1447)". Oxford Dictionary of National Biography (online udgave). Oxford University Press. doi:10.1093/ref:odnb/1859. (Abonnement eller britisk offentligt biblioteksmedlemskab kræves.)